# Phaenopsectra obediens
Phaenopsectra obediens är en tvåvingeart som först beskrevs av Oskar Augustus Johannsen 1905.  Phaenopsectra obediens ingår i släktet Phaenopsectra och familjen fjädermyggor. Inga underarter finns listade i Catalogue of Life.